# Interacció social
La interacció social és un tipus d'intercanvi d'informació o comportament entre individus d'un grup. Ocupa un lloc intermedi entre la relació social i la simple reacció a un estímul provocat per un altre subjecte, ja que atorga un significat a les accions pròpies i les dels altres, que es condicionen mútuament (fet que no passa a estadis més simples) però no es correspon necessàriament a un seguit de normes que afecten a la personalitat, com succeeix a la relació social plena.